# 李潘
李潘（1965年—），女，四川省隆昌县人。中国中央电视台科教频道《读书》节目主持人。

## 作品
- 参与编著《中国当代文学大辞典》（武汉大学出版社出版）
- 《在电视上读书》（天津人民出版社出版）。